# Chủ nghĩa tư bản nhà nước

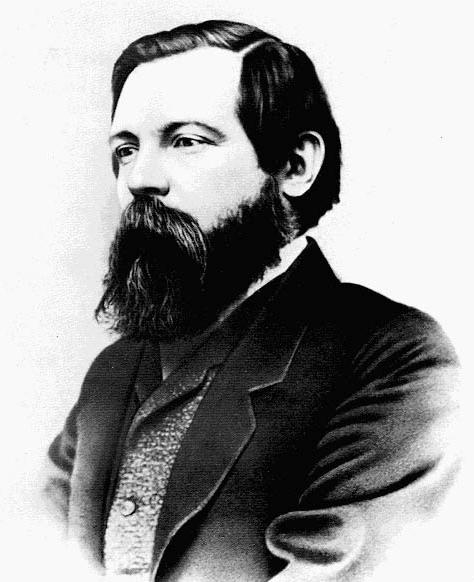
Friedrich Engels nhận định rằng quyền sở hữu nhà nước không tự xóa bỏ đi chủ nghĩa tư bản.

Chủ nghĩa tư bản nhà nước là một hệ thống kinh tế trong đó nhà nước trực tiếp tham gia hoạt động kinh tế - thương mại (tức là vì lợi nhuận) và cơ sở sản xuất được tổ chức và quản lý như doanh nghiệp nhà nước (bao gồm cả quá trình tích lũy vốn, lao động tiền lương và quản lý tập trung), hoặc nhà nước kiểm soát nền kinh tế thông qua các cơ quan chính phủ (các cơ quan được tổ chức theo thực tiễn quản lý kinh doanh) hoặc nhà nước có cổ phần chi phối tại các tập đoàn niêm yết công khai. Chủ nghĩa Lenin xem chủ nghĩa tư bản nhà nước như là một hệ thống kinh tế tư bản chủ nghĩa đã được xã hội hóa ở mức cao dẫn đến nhà nước phải trực tiếp sở hữu hoặc kiểm soát tư bản - theo định nghĩa này, một quốc gia tư bản nhà nước là nơi mà chính phủ kiểm soát nền kinh tế và về cơ bản hoạt động như một tập đoàn khổng lồ, trích xuất giá trị thặng dư từ lực lượng lao động để đầu tư sản xuất. Định nghĩa này áp dụng bất kể mục đích chính trị của nhà nước (ngay cả khi nhà nước là xã hội chủ nghĩa trên danh nghĩa) và một số người cho rằng Trung Quốc hiện nay là một ví dụ điển hình của chủ nghĩa tư bản nhà nước và Liên Xô đã thất bại trong mục tiêu thiết lập chủ nghĩa xã hội, nhưng cũng là một hình thức chủ nghĩa tư bản nhà nước.
Một hình thức cực đoan của chủ nghĩa tư bản nhà nước là chủ nghĩa tư bản độc quyền nhà nước.

## Các hình thức hiện tại trong thế kỷ 21
Chủ nghĩa tư bản nhà nước được phân biệt với các nền kinh tế hỗn hợp tư bản chủ nghĩa trong đó nhà nước can thiệp vào thị trường để ổn định thị trường hoặc thiết lập các quy định xã hội hoặc các quy định về phúc lợi xã hội theo các cách sau: nhà nước hoạt động kinh doanh với mục đích tích lũy vốn và chỉ đạo đầu tư trong khuôn khổ thị trường tự do hoặc nền kinh tế thị trường hỗn hợp. Trong một hệ thống như vậy, các chức năng của chính phủ và các dịch vụ công cộng thường được tổ chức thành các tập đoàn, công ty hoặc doanh nghiệp kinh doanh.

### Trung Quốc
Nhiều nhà phân tích khẳng định rằng Trung Quốc là một trong những ví dụ điển hình của chủ nghĩa tư bản nhà nước trong thế kỷ 21. Trong cuốn sách: Sự kết thúc của thị trường tự do: Ai thắng trong cuộc chiến tranh giữa các quốc gia và các tập đoàn, nhà khoa học chính trị Ian Bremmer mô tả Trung Quốc là động lực chính cho sự gia tăng chủ nghĩa tư bản nhà nước như một thách thức đối với nền kinh tế thị trường tự do, trong hậu quả của cuộc Khủng hoảng tài chính toàn cầu 2007-2008. Bremmer rút ra một định nghĩa rộng về chủ nghĩa tư bản nhà nước như sau:
Trong hệ thống này, các chính phủ sử dụng nhiều loại công ty nhà nước khác nhau để quản lý việc khai thác tài nguyên mà họ coi là đồ trang sức vương miện của nhà nước và tạo ra và duy trì số lượng lớn công việc. Họ sử dụng các công ty tư nhân được lựa chọn để thống trị một số lĩnh vực kinh tế nhất định. Họ sử dụng cái gọi là quỹ tài sản có chủ quyền để đầu tư thêm tiền mặt của họ theo cách tối đa hóa lợi nhuận của nhà nước. Trong cả ba trường hợp, tiểu bang đang sử dụng thị trường để tạo ra sự giàu có có thể được chỉ đạo khi các quan chức chính trị thấy phù hợp. Và trong cả ba trường hợp, động cơ cuối cùng không phải là kinh tế (tối đa hóa tăng trưởng) mà là chính trị (tối đa hóa quyền lực của nhà nước và cơ hội sống sót của lãnh đạo). Đây là một hình thức của chủ nghĩa tư bản, nhưng một trong đó nhà nước đóng vai trò là người chơi kinh tế chiếm ưu thế và sử dụng thị trường chủ yếu cho lợi ích chính trị.

Tiếp nối Bremmer, Aligica và Tarko tiếp tục phát triển lý thuyết cho rằng chủ nghĩa tư bản nhà nước ở các nước như Trung Quốc hiện đại ngày nay và Nga là một ví dụ về một xã hội thuê-tìm kiếm. Họ cho rằng sau khi nhận thức được rằng các hệ thống xã hội chủ nghĩa tập trung không thể cạnh tranh hiệu quả với các nền kinh tế tư bản, trước đây các đảng phái chính trị như Đảng Cộng sản đang cố gắng tạo ra một hình thức hạn chế tự do hóa kinh tế, làm tăng hiệu quả trong khi vẫn cho phép họ duy trì quyền lực và kiểm soát chính trị. Trong bài báo "Bây giờ tất cả chúng ta đều là nước tư bản" (Tiếng Anh: We're All State Capitalists Now"), Nhà sử học người Anh Laurence Tisch, Giáo sư Lịch sử tại Đại học Harvard Niall Ferguson cảnh báo "một sự đơn giản hóa quá đáng để chia thế giới thành các nhà tư bản 'thị trường tư bản' và 'nhà tư bản nhà nước'. Thực tế là hầu hết các nước đều được sắp xếp theo một phổ ý định và mức độ can thiệp của nhà nước trong nền kinh tế thay đổi ". sau đó, Ông ghi chú:
Cuộc thi thực sự của thời đại chúng ta không phải là giữa một nhà nước tư bản Trung Quốc và một nhà tư bản thị trường Mỹ, với châu Âu ở đâu đó ở giữa. Đó là một cuộc thi diễn ra trong cả ba miền vì tất cả chúng ta đều phải vật lộn để đạt được sự cân bằng hợp lý giữa các tổ chức kinh tế tạo ra sự giàu có và các thể chế chính trị điều chỉnh và phân phối lại nó.

Phân tích "mô hình Trung Quốc" của các nhà kinh tế Julan Du và Chenggang Xu thấy rằng hệ thống kinh tế đương đại của Trung Quốc đại diện cho một hệ thống tư bản nhà nước trái ngược với một hệ thống chủ nghĩa xã hội thị trường. Lý do cho sự phân loại này là sự tồn tại của các thị trường tài chính trong hệ thống kinh tế Trung Quốc, không có trong lý luận xã hội chủ nghĩa thị trường và trong các mô hình kinh tế học cổ điển ủng hộ thị trường tự do; và lợi nhuận của nhà nước được các doanh nghiệp giữ lại thay vì được phân phối công bằng giữa dân số trong thu nhập cơ bản / cổ tức xã hội hoặc chương trình tương tự, là những đặc điểm chính trong lý luận xã hội chủ nghĩa thị trường. Họ kết luận rằng Trung Quốc không phải là một hình thức của chủ nghĩa xã hội thị trường cũng như một hình thức chủ nghĩa tư bản ổn định.

### Na Uy
Chính phủ Na Uy có cổ phần sở hữu tại nhiều công ty niêm yết công khai lớn nhất của đất nước, sở hữu 37% thị trường chứng khoán Oslo. và điều hành các công ty lớn nhất chưa niêm yết của nước này bao gồm Statoil và Statkraft. Chính phủ cũng điều hành một quỹ tài sản có chủ quyền, Quỹ hưu trí Chính phủ Na Uy, có mục tiêu một phần là chuẩn bị Na Uy cho một tương lai sau dầu mỏ.
Chủ nghĩa tư bản hiện đại của Na Uy có nguồn gốc từ quyền sở hữu công cộng của dự trữ dầu của đất nước và trong cải cách dân chủ xã hội sau Thế chiến thứ hai của đất nước.

### Singapore
Chính phủ Singapore sở hữu cổ phần chi phối trong nhiều công ty liên kết với chính phủ và chỉ đạo đầu tư thông qua các quỹ đầu tư có chủ quyền, một sự sắp xếp thường được trích dẫn là chủ nghĩa tư bản nhà nước. Singapore đã thu hút một số tập đoàn mạnh nhất thế giới thông qua luật pháp thân thiện với doanh nghiệp và thông qua sự khuyến khích phong trào tập đoàn phương Tây, với sự hợp tác chặt chẽ giữa nhà nước và các tập đoàn. Sự nắm giữ lớn của Singapore của các công ty liên kết với chính phủ và sự hợp tác chặt chẽ của nhà nước với doanh nghiệp đang xác định các khía cạnh của mô hình kinh tế Singapore.

### Đài Loan
Nền kinh tế Đài Loan đã được phân loại là một hệ thống tư bản nhà nước bị ảnh hưởng bởi mô hình kiểm soát chính trị theo kiểu Leninist, một di sản vẫn còn tồn tại trong quá trình ra quyết định. Nền kinh tế Đài Loan bao gồm một số doanh nghiệp nhà nước, nhưng vai trò của nhà nước Đài Loan trong nền kinh tế chuyển từ kiểm soát dần trở thành một nhà đầu tư thiểu số trong các công ty đại chúng cùng với quá trình dân chủ hóa vào cuối những năm 1980. Một số chuyên gia kinh tế của Đài Loan cho rằng mô hình kinh tế của Đài Loan là "chủ nghĩa tư bản đảng-nhà nước".